# 시리아 국민연합
시리아 야권 및 혁명군을 위한 국민연합 (아랍어:الائتلاف الوطني لقوى الثورة والمعارضة السورية, 영어:National Coalition for Syrian Revolutionary and Opposition Forces)은 아사드 정권 시절 시리아의 반정부 단체들이 연합해 구성한 정치 조직으로 줄여서 시리아 국민연합으로 불린다.

## 역사
시리아 내전 중 바샤르 알아사드의 바트당 정권에 반대하는 다양한 운동을 통합하기 위해 2012년 11월 카타르 도하에서 설립되었다. 다마스커스에 있는 우마이야 모스크의 전 이맘인 모아즈 알 카티브는 온건파로 간주되어 연합의 의장으로 선출되었으며 2013년 4월 21일에 사임했다. 리아드 세이프와 수헤이르 아타시는 둘 다 저명한 민주주의 운동가이자 세속적 인권 운동가였다. 옹호자가 부회장으로 선출되었다. 쿠르드족 인물이 선출될 경우 세 번째 부통령 자리는 공석으로 남게 된다. 무스타파 사바그(Mustafa Sabbagh)가 연합 사무총장으로 선출되었다. 연립 의회는 114석으로 구성되어 있지만 모두 채워지지는 않았다.
2013년 5월 31일, 연합군은 자유 시리아군 대표 15명에게 회원 자격을 부여하여 처음으로 정치 단체에서 시리아 반군을 직접 대표할 수 있게 되었다. 7월 6일, 연합은 새로운 지도자를 선출했다. 아마드 아시 알자르바(Ahmad Asi Al-Jarba)가 대통령으로 선출되었고 아나스 알압다(Anas Al-Abdah)가 사무총장으로 선출되었다. 2013년 9월 14일, 국민연합은 아마드 투마흐를 시리아 임시 정부의 총리로 선출했다. 2013년 9월 25일, 일부 이슬람 세력은 "귀국하지 않고 해외에서 결성된 모든 단체는 우리를 대표하지 않는다"며 시리아 국민 연합을 거부했다.
이 연합은 한동안 또 다른 연합 단체인 시리아 국민협의회(Syrian National Council)와 함께 일했다.
2013년 3월 18일, 시리아 혁명 및 반대 세력 국가 연합은 처음에는 망명 정부 역할을 하다가 터키가 점령한 시리아 지역에서 역할을 했던 시리아 임시 정부(SIG)를 설립했다.